# Ruth Rysst
Ruth Eugenie Rysst, född 14 november 1893 i Chicago, död 8 oktober 1969 i Lillehammer, var en norsk målare.
Hon var dotter till Ivar Otto Lund och Johanne Wilhelmine Bagge samt gift 1918–1958 med stortingsmannen Torgeir Anderssen-Rysst. Hon studerade konst vid en privat konstskola i München 1912–1922 och var från 1945 bosatt i Reykjavik, när hennes man avled flyttade hon åter till Norge. Hon medverkade i Statens Kunstutstilling första gången 1926 och kom att medverka där sporadiskt fram till 1948. Hon var representerad i utställningen Exhibition of Norwegian Art som visades i London 1928 och i Bildende kunstnerinners utstilling som visades på Blomqvists Kunsthandel i Oslo, 1932. Under de år hon bodde på Island fick hennes konstutövande komma i andra hand och efter 1948 medverkade hon inte i några utställningar. Hennes konst består av porträtt, figurbilder men till största delen av landskapsskildringar från Ålesund, Oslo, Reykjavik och Lillehammer där hon bosatte sig vid återflytten.